# 脊髄小脳変性症31型
脊髄小脳変性症31型(Spinocerebellar ataxia type 31、SCA31)とは日本特有の常染色体優性遺伝性脊髄小脳変性症である。BEAN1とTK2という2つの遺伝子が共有するイントロン領域に存在する5塩基TGGAAリピートを含む複雑なリピート構造が原因と考えられている。異常伸長リピート配列が遺伝子非翻訳領域内に存在するためノンコーディングリピート病またはRNA介在性神経筋疾患（RNA-mediated repeat expansion neurological disorder）に分類される。

## 疫学
頻度の上では日本ではSCA3、SCA6に次ぐか、歯状核赤核淡蒼球ルイ体萎縮症（DRPLA）に次ぐため3～4番目に多い脊髄小脳変性症である。長野県ではADCAの半数がSCA31と集積している。SCA6も純粋小脳失調症であるため日本では2番目に多い純粋小脳失調症である。日本のSCA31には強い創始者効果があり共通祖先の存在が示唆されること、SCA31が日本で高頻度に出現し、同じアジア人でも近隣諸国にほとんどみられないこと、欧米では1例も認められないことから日本特有の脊髄小脳変性症ともいわれる。

## 症状
純粋小脳失調症でありSCA1、SCA3のように明確な錐体路徴候、錐体外路徴候、眼球運動障害、末梢神経障害などの徴候がほとんどみられない。このためSCA6との鑑別が問題となることが多い。発症年齢は57.7～61.8歳であり、SCA6と比べると10～20歳ほど高齢発症の傾向がある。初発症状の約70％は小脳失調による歩行障害であり、30％は小脳性の呂律障害である。眼振はSCA6と比べると出現率が低い。特に頭位変換時に垂直下眼瞼向きの眼振（down beat positioning nystagmus）が稀である。新潟大学からの報告ではSARAが年間で0.8±0.1点増加した。過去にSCA31とSCA6を比較するとSCA31の方が進行が早いという報告もあった。
その後の検討では半数以上に小脳外症状を伴うことが明らかになった。MDS task forceの分類では小脳外症状を伴う小脳性運動失調症に分類される。

## 画像検査
頭部MRIでは小脳の上面、特に虫部に萎縮を認めることが多い。罹患期間が長い例では下面の萎縮も認められる。小脳の上面の萎縮は他のSCAでもよく認められる所見である。

## 遺伝子検査
SCA31は2000年に連鎖解析で第16番染色体長腕に遺伝子座が同定され16q-ADCAと命名された。原因遺伝子は2.5～3.6kb程度の挿入ともとれる変異配列と考えられた。2005年にその変異に強く連鎖する遺伝子変化が報告された。それはpuratrophin-1遺伝子（PLEKHG4）の翻訳開始点上流16塩基位でのシトシン（C）からチミン（T）への1塩基置換である（-16C<T puratrophin-1）。この変異を用いた遺伝子検査によって頻度や臨床的特徴が明らかになった。
2009年佐藤、石川、水澤らが遺伝子BEAN（brain expressed associated with NEDD4）とTK2（thymidine kinase 2）とそれぞれ反対方向に転写される異なる遺伝子がイントロンとして共有する位置に挿入された5塩基繰り返し配列が原因と明らかにした。この変異箇所は日本人の99％以上では8～20回の程度のごく短い5塩基繰り返し（TAAAA）nを有するだけである。頻度として0.2％程度のごく稀に2kb以上に伸長した（TAAAA）nや（TAGAATAAAA）n配列が認められる。SCA31の患者では（TGGAA）nや（TAGAA）nや（TAAAA）nおよび（TAGAATAAA）などの複数の構成成分からなる複雑なリピート構造（cimplex repeat）をしている。このうち（TGGAA）nだけがSCA31患者にしか認められない。またその繰り返し長と発症年齢に関しては弱いながら負の相関関係が認められる。フランスやドイツの健常者由来の血液検体からは（TACAA）nや（GAAAA）n、（TAACA）n、（TGAAA）nなど日本ではみられない繰り返し配列が報告されているが欧米でSCA31患者の報告は存在しない。そのため（TGGAA）nのみが病的と考えられている。
遺伝子診断の際はBEAN/TK2挿入の有無があることで疑われる。連鎖する-16C<T puratrophin-1が認められれば典型的なSCA31と考えられている。これはPCRダイレクトシークエンス法の代替法となる可能性がある。0.2%程の正常の日本人でも挿入配列が認められるため、-16C<T puratrophin-1が認められない場合などはPCRダイレクトシークエンス法で確定診断を行う。

## 病理
小脳皮質のプルキンエ細胞優位の神経脱落が認められる。またHE染色でプルキンエ細胞の細胞体周囲のエオジン好性の構造物が認められる。この構造物はレビー小体のhaloのようにも見え、内部に大小様々な顆粒状構造物や微細な突起が認められる。この構造物はhalo-like amorphous materialsと言われている。この構造物はカルビンジンD28k陽性、シナプトフィジン陽性である。このことからプルキンエ細胞とそれ以外に何らかの神経細胞からの入力がシナプス前終末として多数蓄積する過程がSCA31のプルキンエ細胞体周囲で起きていると考えられている。
またSCA31の病理でもうひとつ特徴的なのはプルキンエ細胞の核内に核内RNA凝集体（RNA foci）が認められることである。（UAGAAUAAAA）nを検出するようなLNA（locked nucleic acid）プローブを使用してFISH法を行うとヒト小脳凍結切片においてプルキンエ細胞核内に1個から数個のRNA fociを認める。イントロン内に遺伝子変異をもつ疾患であり、核内RNA凝集体の存在からSCA31の病態はRNA介在性神経筋疾患（RNA-mediated repeat expansion neurological disorder）と共通するメカニズムと考えられている。

## 病態

### RNA介在性神経筋疾患
RNA介在性神経筋疾患またはノンコーディングリピート病はSCA31の他に、筋強直性ジストロフィー（DM1、DM2）、SCA8、SCA10、SCA36、脆弱X症候群、HDL2（Huntington disease-like2）などが含まれる。
gain of toxic functionの病態メカニズムはRNAを介した病態機序と蛋白質を介した病態機序の2つが知られている。RNAを介した病態機序では繰り返し配列が転写されスプライシングを受けた後にRNAの形で核内などに凝集することが示されている。これらの原因となる繰り返し配列は疾患ごとに異なる。異常伸長リピートを有するmRNAが核内蛋白を巻き込んで核内RNA凝集体を形成し、RNAスプライシングやプロセシングに関与する核内蛋白の制御異常を生じる機序が考えられている。例えばDM1ではDMPK遺伝子の3'非翻訳領域内に存在する伸長CTGリピートとして転写され核内に凝集する。その過程で一本鎖CUG結合蛋白（CUG-BP1）の発現亢進とmuscleblind-like1(MBNL1)の隔離が起こり、その下流の遺伝子であるトロポニン、インスリン受容体、筋特異的Clチャネルなどのスプライシング異常がおこり、筋力低下、耐糖能障害、ミオトニアなど様々な症状が起きると考えられている。蛋白質を介した機序ではリピート関連非ATG依存性（repeat-associated non-ATG、RAN）翻訳によってリピートペプチドが翻訳され、リピートペプチドも細胞毒性を示す。RAN翻訳を介して生成されたリピートペプチドは膜のないオルガネラの生理的機能を障害すると考えられている。脆弱X症候群やフリードライヒ運動失調症など劣性遺伝性疾患は、ミスセンス変異がみつかっているものもありloss of functionのメカニズムで発症すると考えられている

### SCA31の病態
BEAN1遺伝子とTK2遺伝子はそれぞれ反対方向に転写される。TK2遺伝子はユビキタスに発現しているが、BEAN1遺伝子は脳でのみ発現している。そのためBEAN1遺伝子のイントロン延長がSCA31の病因を説明するのに適していると考えられる。SCA31ではBEAN1のDNAは（TGGAA）n配列が挿入される。その結果、RNAでは（UGGAA）n配列が挿入される。このRNAも翻訳された蛋白質もプルキンエ細胞で細胞毒性を示し、核内封入体の形成とプルキンエ細胞変性を起こす。SCA31ではTK2のDNAは（TTCCA）n配列が挿入される。その結果RNAでは（UUCAA）n配列が挿入される。このRNAも翻訳された蛋白質も病態に関わる可能性はあるがその可能性は低いと考えられている。

## 動物モデル
SCA31の研究はショウジョウバエモデルが多かったがマウスモデルも開発中である。

## トピックス
免疫治療による症状軽快
東京医科歯科大学の横田らによってステロイドやアフェレーシスによる免疫治療で症状が軽快したSCA31の例が報告されている。彼らは橋本脳症の合併と考察した。神経変性疾患の病態には神経免疫系が深く関わっており、免疫治療の可能性も検討されている。小脳性運動失調症でも同様である。主にアストロサイトとミクログリアからなる神経免疫系の慢性的な活性化とサイトカインなど神経免疫因子の過剰産出は神経変性疾患の共通の特徴と考えられている。すなわち、SCA31自体が免疫治療で軽快する可能性がある。
SCA6とSCA31の合併例
SCA6とSCA31を合併した例の報告がある。合併例は発症年齢が早く、急速に症状は進行した。